# 熊膳貴志
熊膳 貴志（くまぜん たかし、1978年11月10日 - ）は日本の男性アニメ演出家、アニメーター、キャラクターデザイナー。千葉県出身であり、血液型はA型。両利き。
代々木アニメーション学院卒業後、A.P.P.P.へ入社。その後はゲーム会社でグラフィッカーや美術彩色を経て、2002年友人の誘いでアニメーターに復帰。
フリーだがGONZO、STUDIO 4℃、ジェノスタジオなどを経てProduction I.G所属に。
絵コンテ、演出及び作画監督、原画を手掛ける。一話数内において役職を兼任する事が多い。

## 参加作品

### 絵コンテ
- メガロボクス (ファイナリストPV) (2018) - Blu-ray BOX 2 収録
- ソードガイ The Animation (#1 #5) (2018)
- RELEASE THE SPYCE (#5 #10) (2018)
- 荒ぶる季節の乙女どもよ。（#10）(2019)
- ゴールデンカムイ（#33）(2020)
- ライジングインパクト (s1#5 s2#9) (2024)

### 演出
- マギ シンドバッドの冒険 (#11) (2016)
- ソードガイ The Animation (#5) (2018)
- RELEASE THE SPYCE (#4 #10 #12) (2018) - #12協力
- 荒ぶる季節の乙女どもよ。（#3 #10）(2019)
- ゴールデンカムイ（#33）(2020)
- 疾走のファンファーレ 有馬記念篇（Web配信）(2020） - 2D演出
- 群青のファンファーレ (#1 #8) (2022）
- ライジングインパクト (s1#5 s2#9) (2024)

### 作画監督
- KINGDOM of CHAOS -BORN TO KILL- （#2）(2003)
- 巌窟王 （#7 #20）(2004)
- トランスフォーマー ギャラクシーフォース （オープニング、エンディング）(2005)
- 月面兎兵器ミーナ （オープニング、#1 #11）(2007) - #1は変身・必殺技のみ
- デッドガールズ （前編）(2007) - 作画監督補佐
- ドルアーガの塔 〜the Aegis of URUK〜 （裏#1）(2008) - 総作画監督
- ドルアーガの塔 〜the Aegis of URUK〜 （#12）(2008)
- ドルアーガの塔 〜the Sword of URUK〜 （#2）(2009)
- GOSICK -ゴシック- （#11 #19）(2004)
- ジュエルペット サンシャイン （#15 #23 #30 #37）(2011)
- 夏色キセキ （#8）(2012)
- ルパン三世 東方見聞録 〜アナザーページ〜 (2012)
- マギ (#20) (2013)
- アイカツ! (#27 #42) (2013)
- 絶対防衛レヴィアタン (#6 #12) (2013)
- 俺の脳内選択肢が、学園ラブコメを全力で邪魔している (#4) (2014)
- Z/X IGNITION (#4) (2014)
- 魔法科高校の劣等生 (#2 #9) (2014)
- えとたま (#3) (2015)
- Classroom☆Crisis (#2 #6 #8 #11) (2015)
- マギ シンドバッドの冒険 (#5 #7 #13) (2016)
- 虐殺器官 (2017)
- RELEASE THE SPYCE (#4 #10 #12) (2018） - #4アクション作監 #10補
- 荒ぶる季節の乙女どもよ。（#10 #12）(2019） - #10補
- ゴールデンカムイ（#33）(2020） - 補
- 群青のファンファーレ (#1 #8) (2022） - #1補

### キャラクターデザイン
- KINGDOM of CHAOS -BORN TO KILL- （2003）
- トランスフォーマー ギャラクシーフォース （2005）
- マルドゥック・スクランブル （2007・製作中止） - スタッフ表記は村田蓮爾と共同
- 月面兎兵器ミーナ （2007） - キャラクター原案はokama
- 森田さんは無口 （2011）

### 美術設定
- 森田さんは無口 （2011）
- 映画『ベルセルク 黄金時代篇』 三部作 I -覇王の卵- （2012）

### その他
- ジョジョの奇妙な冒険 ADVENTURE （動画）(2000)
- キディ・グレイド （#5原画）(2002)
- 超重神グラヴィオン （#7 #13原画）(2002)
- ガンパレード・マーチ （#1原画）(2003)
- LAST EXILE（#2 #4 #8 #15 #18 #20 #23 #26原画）(2003)
- サブマリン707R mission01 （原画）(2003)
- ガドガード （#12 #25原画）(2002)
- 妄想代理人 （#3 #8原画）(2004)
- サムライチャンプルー （#1原画）(2004)
- SAMURAI7 （#6 #8原画）(2004)
- 爆裂天使 （オープニング原画）(2004)
- Braking the Habit / Linkin Park （原画）(2004)
- 巌窟王 （#1 #7 #24原画）(2004-2005)
- 創聖のアクエリオン （#19原画）(2005)
- SPEED GRAPHER （オープニング #16原画）(2005)
- トランスフォーマー ギャラクシーフォース （OP ED原画 EDコンテ）(2005)
- 銀色の髪のアギト （原画）(2006)
- スクールランブル 二学期 （#4原画）(2006)
- ブレイブ・ストーリー （原画）(2006)
- 月面兎兵器ミーナ （次回予告イラスト #11原画）(2007)
- 新報道プレミアA / 気になるクリステル （コーナーロゴイラスト）(2007)
- もえたん （#4原画）(2007)
- デッドガールズ -RED GARDEN- （後編 原画）(2007)
- ぼくらの （#24原画）(2007)
- DRAGONAUT （#4原画）(2007)
- ハヤテのごとく! （#39原画）(2007)
- ヱヴァンゲリヲン新劇場版:序 （原画）(2007)
- ロザリオとバンパイア （#5原画）(2008)
- ドルアーガの塔 〜the Aegis of URUK〜 （メインアニメーター、OP原画 裏#1 #10 #12）(2008)
- バットマン ゴッサムナイト「克服できない痛み」（原画）(2008)
- 絶対可憐チルドレン （#27 #37原画）(2008)
- Genius Party Beyond「GALA」（原画）(2008)
- AFRO SAMURAI: RESURRECTION （原画）(2009)
- 鋼の錬金術師 FULLMETAL ALCHEMIST （#37 #47原画）(2010)
- ジュエルペット サンシャイン （#15 #23 #30 #37原画）(2011)
- BLADE -ブレイド- （#8原画）(2011)
- 戦姫絶唱シンフォギア （#2 #9原画）(2012)
- ブラック★ロックシューター （#5原画）(2012)
- オズマ （#3原画）(2012)
- 中島愛 -Transfer- （原画）(2012)
- エウレカセブンAO （#13原画）(2012)
- ルパン三世 東方見聞録 〜アナザーページ〜 （原画）(2012)
- マギ (#20原画) (2013)
- アイカツ! (#27、#42) (2013)
- 絶対防衛レヴィアタン (#6 #12原画) (2013)
- 俺の脳内選択肢が、学園ラブコメを全力で邪魔している (#4原画) (2014)
- Z/X IGNITION (#4原画) (2014)
- 魔法科高校の劣等生 (#2 #9原画) (2014)
- 聖剣使いの禁呪詠唱 (OP原画) (2015)
- 美男高校地球防衛部LOVE! (#4原画) (2015)
- Classroom☆Crisis (#2原画) (2015)
- コメット・ルシファー (#10原画) (2015)
- ビッグオーダー (#5原画) (2016)
- ネトゲの嫁は女の子じゃないと思った？ (#9原画) (2016)
- 少年メイド (#9原画) (2016)
- マギ シンドバッドの冒険 (#7原画) (2016)
- 甘々と稲妻 (#12原画) (2016)
- 舟を編む (#2原画) (2016)
- 進撃の巨人 (#37原画) (2017)
- メイドインアビス (#9原画) (2017)
- 賭ケグルイ (#9原画) (2017)
- 18if (#10原画) (2017)
- 天使の3P! (#12原画) (2017)
- ソードガイ The Animation (#5原画) (2018)
- RELEASE THE SPYCE (OP #4 #7 #10原画 #1原図協力) (2018)
- 荒ぶる季節の乙女どもよ。 (#3 #10原画 #3動画 #3仕上げ) (2019)
- 劇場版BEM〜BECOME HUMAN〜 (原画) (2020)
- ゴールデンカムイ（OP #27 #33原画 #33デザイン協力）(2020)
- アイ★チュウ (#12原画) (2021)
- ヒロインたるもの!〜嫌われヒロインと内緒のお仕事〜 (#2 #4原画) (2022)
- 群青のファンファーレ (#1 #8 #13原画) (2022）
- ライジングインパクト (s1#1 #5 s2#9原画) (2024)
- キン肉マン 完璧超人始祖編（OP原画）（2024）